# Palicidae
Famille
Les Palicidae sont une famille de crabes. Elle comprend 57 espèces actuelles et cinq fossiles dans onze genres dont deux fossiles.

## Liste des genres
- Exopalicus Castro, 2000
- Miropalicus Castro, 2000
- Neopalicus Moosa & Serène, 1981
- Palicoides Moosa & Serène, 1981
- Paliculus Castro, 2000
- Palicus Philippi, 1838
- Parapalicus Moosa & Serène, 1981
- Pseudopalicus Moosa & Serène, 1981
- Rectopalicus Castro, 2000
- †Eopalicus Beschin, Busulini, De Angeli & Tessier, 1996
- †Spinipalicus Beschin & De Angeli, 2003

## Référence
- Bouvier, 1898 : Observations on the crabs of the family Dorippidae. The Annals and Magazine of Natural History, ser. 7, vol. 1, p. 103–105.

## Sources
- Ng, Guinot & Davie, 2008 : Systema Brachyurorum: Part I. An annotated checklist of extant brachyuran crabs of the world. Raffles Bulletin of Zoology Supplement, n. 17, p. 1–286.
- De Grave & al., 2009 : A Classification of Living and Fossil Genera of Decapod Crustaceans. Raffles Bulletin of Zoology Supplement, n. 21, p. 1-109.